# Henri Sée
Henri Eugene Sée (* 6. September 1864 in Saint-Brice-sous-Forêt; † 10. März 1936 in Rennes) war ein französischer Wirtschaftshistoriker, der besonders für seine Geschichte des Kapitalismus bekannt ist. Er ging den gegenseitigen Wechselbeziehungen politischer, wirtschaftlicher und sozialer Einflüsse in der Geschichte nach.
Er war ein Schüler von Fustel de Coulanges und war 1893 bis 1920 Professor an der Universität Rennes.
Er befasste sich mit der Geschichte der Landbevölkerung in Frankreich vom Mittelalter bis zum 18. Jahrhundert und französischer Wirtschaftsgeschichte, speziell dem Frühkapitalismus, und der Geschichte politischen Denkens in Frankreich.

## Schriften
- Les Classes rurales et le régime domanial en France au Moyen âge, 1901
- Les Classes rurales en Bretagne du XVI siècle à la révolution, Paris, 1906.
- Les Idées politiques en France au XVIIIe siècle, 1923
- L’Évolution de la pensée politique en France au XVIII siècle, Paris, 1925.
- L’Évolution commerciale et industrielle de la France sous l’Ancien régime, 1925
- Les Origines du capitalisme moderne, Paris 1926, 4. Auflage 1940
- Matérialisme historique et interprétation économique de l’histoire, 1927
- Esquisse d’une histoire économique et sociale de la France depuis les origines jusqu’a la guerre mondiale, Paris, 1929.
- Histoire économique de la France, Paris: Librairie Armand Colin 1939
- La France économique et sociale au XVIII siècle, 5. Auflage, Paris, 1952.